# Kammern im Liesingtal
Kammern im Liesingtal là một đô thị thuộc huyện Leoben bang Steiermark, nước Áo. Đô thị Kammern im Liesingtal có diện tích 58,66 km², dân số thời điểm cuối năm 2008 là 1669 người.